# يوهان ميكائيل فانسليب
يوهان ميكائيل فانسليب (1 نوفمبر 1635 – 1679) كان عالم دين، ولغوي، ومستشرق ألماني. تحول للكاثوليكية، كما كان منتسبا للرهبنة الدومينيكانية من عام 1666.

## صيغ الاسم المختلفة
يكتب في الأصل الألماني Wansleben (انظر عنوان كتاب رحلته إلى مصر)، وباللاتينية Vanslebius، وكذا de Wanslediis، وفي فرنسا صار اسمه Vansleb (في الكتابين التاليين لرحلته إلى مصر) وهو الاسم الذي اشتهر به، وفي المراسلات التي كتبها غيره عنه يرد اسمه بصيغة Vanslebe. اسمه الأول في الألمانية يوهن ميكائيل، وفي الإيطالية جوفني ميكيله، وفي الفرنسية جان ميشيل.

## حياته
ولد فنسلب في 1 نوفمبر عام 1635 في مدينة زومردا بالقرب من إرفورت في مقاطعة تورينجا، والده يوهان فنسليبن كان رجل دين بروتستانتي.
درس في مسقط رأسه، ثم في جامعة إرفورت، ثم درس الفلسفة والعلوم الدينية في جامعة كوينسبرج والتي تخرج منها حوالي عام 1656.
عمل كمربٍ لابن أحد الأسر النبيلة في مارينفيردر، ثم التحق بجيش فريدرخ فيلهلم وشارك في حرب الشمال الثانية عام 1657. بعد انتهاء الحرب عمل بالتجارة وسافر إلى هولندا، ثم عاد إلى إرفورت، وفيها درس الحبشية واللغات الشرقية على يد هيوب لودولف. وفي عام 1661 أرسله هيوب إلى لندن للإشراف على طباعة قاموسه لللغة الحبشية، وهناك تعرف على إدمند كاستل أستاذ اللغة العربية، وعمل معاونا له، وأشار إليه كاستل في مقدمة قاموسه (Lexicon Heptaglotton). وبعد ثلاث سنوات عاد إلى إرفورت حيث رشحه هيوب للأمير أرنست التقي دوق سكسونيا للذهاب للحبشة للتبشير بالبروتستانتينية.

## رحلاته
سافر يوم 15 يونيو عام 1663، ووصل للقاهرة في يناير 1664، وفيها أقام لمدة سنة، قابل فيها الأنبا متى الرابع المعروف بالميري، واقتنى بعض المخطوطات الحبشية والعربية، حيث بقي في مصر ولم يذهب للحبشة.
سافر من الإسكندرية إلى إيطاليا ووصل ميناء ليفورنو في 16 فبراير 1665، ومنها إلى فلورنسا، وقابل فرديناندو الثاني جران دوق المدينة وأهدى لابنه كوزيمو كتابه الأول عن مصر، ومنها إلى روما، ومنها أرسل إلى إرنست التقي بتقرير عن رحلته، وفي روما اعتنق الكاثوليكية وأصبح راهبا دومينيكا في دير لامينرفا بالقرب من لاروتوندا، وهناك قابل العلامة الألماني أثانيسيوس كيرتشر.
في سنة 1670، وبواسطة من العلامة فرنسوا ده بوسكيه رئيس أساقفة منبيليه، اُستدعيَ فانسليب لباريس وكُلِفَ بالسفر مرة أخرى لمصر والحبشة لشراء مخطوطات عربية وحبشية وشرقية وميداليات لمكتبة الملك لويس الرابع عشر، حيث كان وزير الملك كولبير قد كلف أمين مكتبة الملك بيير دي كاركافي بإعداد ورقة تعليمات مفصلة لفانسليب وتتضمن هذه التعليمات قائمة بالأماكن التي عليه زيارتها لشراء كتب ومخطوطات عربية، تركية، فارسية، ويونانية، وكذا عليه زيارة الأديرة المهمة للحصول على كتب كنسية معينة، وكذا تجميع ميداليات نادرة، تماثيل، منحوتات، بجانب المستحضرات النباتية، التاريخ الطبيعي، والمعادن; وأن يقوم بوصف الآلات، وأدوات الطعام، العادات وسائر الملبوسات المختلفة لكل أمة سيزورها، وأن يقوم بنسخ النقوش على التماثيل، والأعمدة، والمسلات، والمقابر. وعليه أن يبقى بعيدا عن الأمور السياسية وأن يرتدي من الملابس ما يسهل مهمته وأن يتخذ المهنة التي تلائم الظروف المحيطة، وأن يسافر في الطريق الأنسب كما يراه.
في ربيع 1671 غادر فانسليب في رحلته الثانية للشرق، وزار مالطا، قبرص، حلب، دمشق، وفينيقيا. ووصل لدمياط في مارس 1672 بعد رحلة شاقة، وأقام في مصر لمدة سنتين، استطاع خلالها في شراء وإرسال 334 مخطوطا لمكتبة الملك في باريس. في أكتوبر 1673 سافر لرودس من رشيد، ثم لجزيرة كيوس ثم أزمير حيث لاقى معاملة سيئة من القنصل الفرنسي دفعته لطلب الحماية من القنصل الإنجليزي، ثم سافر للقسطنطينية ، وبعد إقامة قصيرة قضاها في زيارة المعالم المشهورة ودارسة اللغة التركية واليونانية سافر يوم 4 سبتمبر لجزيرة كيوس وبعد وصولها تعرض لمشكلة فعاد إلى القسطنطينية ووصلها في 28 أكتوبر 1974، ومن هناك بدأ يراسل أمين المكتبة كركافي وللوزير كولبير لطلب المال، وفي أبريل 1675 وصله مبلغ زهيد. في تلك الفترة فكر في السفر لمصر ثم الحبشة وخطط لذلك عن طريق السفر البري عبر سوريا وأخبر الوزير كولبير بذلك، ولكن وصلت تعليمات في يناير 1676 تأمره بالعودة لباريس، والتي وصلها في أبريل 1676.

## وفاته
بعد عودته لباريس، لم يستطع مقابلة الوزير مولبير إلا بصعوبة، حيث لم يجد ترحيبا بزيارته، وأقام في باريس في منزل بالإيجار، ثم انتقل للسكن كمستأجر في دير الدومنيكان في باريس وتخلى عن زيه التركي وعاد لإرتداء زيه الرهباني وممارسة حياته الكهنوتية، وبسبب قلة المال بدأ في الاقتراض وبيع بعض مخطوطاته الحبشية من رحلته الأولى، وبعد إلحاح قابله كولبير مرة أخرى بدون أن يقدم له أي معونة، ووجه له الوزير عدة اتهامات منها شكاوي قناصل الشرق منه وعدم سفره للحبشة وبدلا منها سافر للقسطنطينية.
بعد أن فشل في الحصول على مستحقاته المالية، ذهب فانسليب في سبتمبر 1676 للعيش في كنيسة قرية بورون بالقرب من فونتنبلو، وعمل كمساعد لراعي الكنيسة وأعتنى بطباعة كتابه عن مصر، وكتابه الآخر عن تاريخ الكنيسة القبطية بدون أن يهدي أيا منهما لكولبير أو الملك، بل أهدى الأول لأحد الكرادلة والثاني لأحد الرهبان. وبعدها بفترة توفي فانسليب يوم 12 يونيو 1679.

## أعماله
- هيوب لودولف, Lexicon Aethiopico-Latinum, Ed. by J. M. Wansleben, London 1661.
- Nouvelle Relation En forme de Iournal, D´vn Voyage Fait en Egypte. Par le P. Vansleb, R.D., en 1672 & 1673. Paris. chez Estienne Michallet, 1677.

The Present State of Egypt: or A New Relation of a Late Voyage into That Kingdom Performed in the Years 1672 and 1673, London, 1678. (ترجمة إنجليزية)